# Windhoek Show

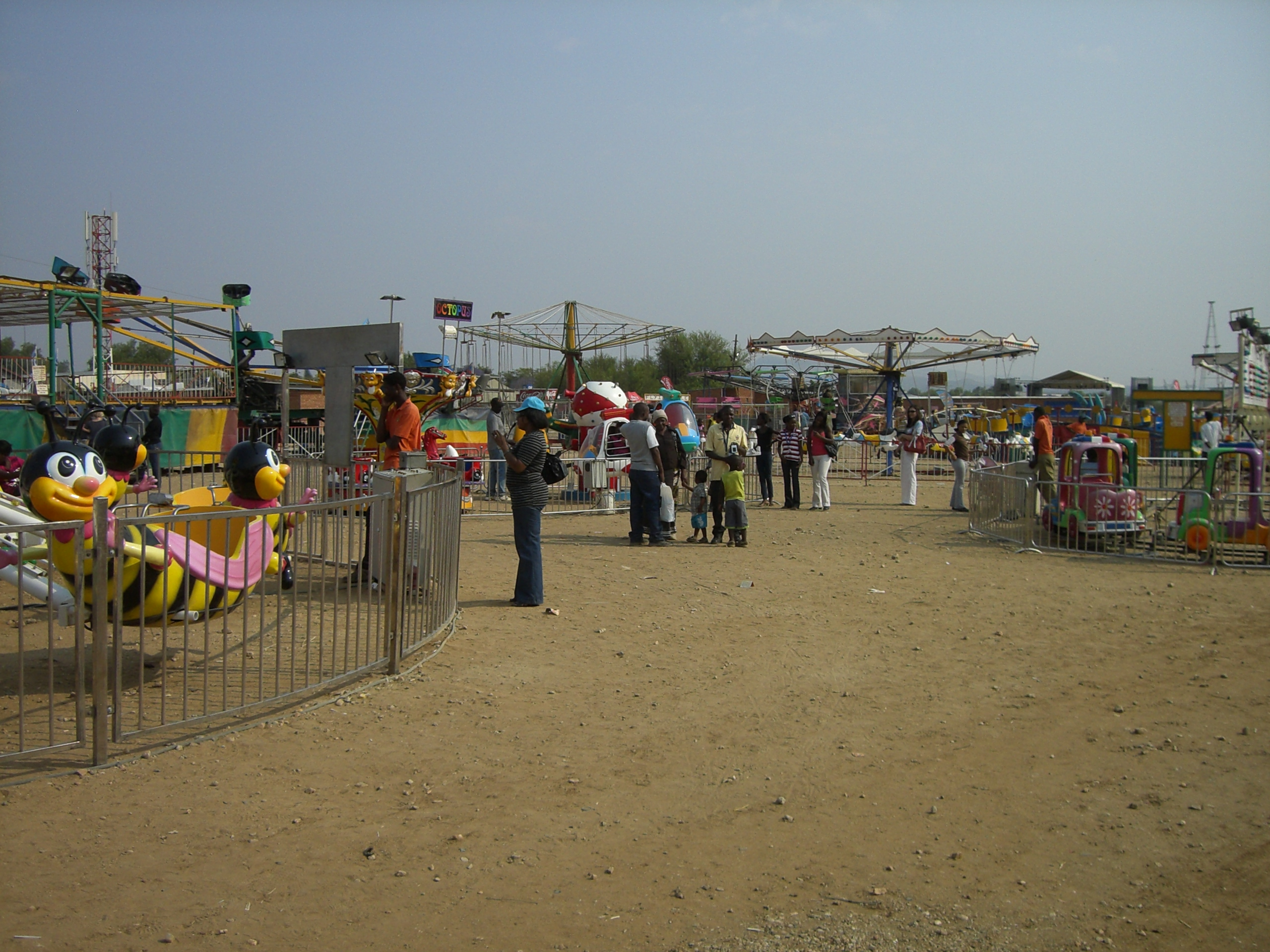
Jahrmarkt auf der Windhoek Show

Die Windhoek Show, 2021 und 2022 offiziell ‘Windhoek Agricultural Show, zuvor und seit 2023 Windhoek Industrial & Agricultural Show (WIAS), ist eine Verbrauchermesse in der namibischen Hauptstadt Windhoek. Sie gilt mit Abstand als größte und traditionsreichste Messe des Landes.
Die Show wird seit 1899 organisiert, seit 1966 jährlich und seit 1990 unter dem Dach der Windhoek Show Society. Sie findet alljährlich über eine Wochen zwischen Ende September und Anfang Oktober auf den Windhoek Show Grounds statt. Heute gilt die Messe als Verbrauchermesse, wobei der Schwerpunkt weiterhin auf der Landwirtschaft und Industrie liegt. Zudem befindet sich hier ein kleiner Jahrmarkt. Bis 2008 gab es ein großes Feuerwerk, das jedoch dann verboten wurde und im Jahr 2013 erstmals wieder stattfand.

## Geschichte
Die Geschichte der Windhoek Show begann 1899, als sich 22 Aussteller aus Klein Windhoek zu einer landwirtschaftlichen Messe versammelten. Sie entwickelte sich zur Südwestafrikanischen Landes-Ausstellung. Aufgrund des Ersten Weltkrieges und finanzieller Probleme wurde die dritte Messe erst 1930 ausgetragen. 1934 wurde mit dem Bau des Messegeländes begonnen. Es dauerte jedoch bis 1954, bis die Messe erneut veranstaltet wurde. Seitdem findet die Messe auf dem Gelände statt, seit 1966 sogar jährlich. In diesem Jahr wurden bereits mehr als 27.000 Besucher bei der nun auf Industrie und Landwirtschaft ausgerichteten Messe gezählt.

## Statistiken
| Jahr | Aussteller | Besucher          |
| ---- | ---------- | ----------------- |
| 1966 | ?          | 27.000            |
| 2001 | ?          | 102.511 ▲         |
| 2002 | ?          | 103.939 ▲         |
| 2003 | ?          | 115.000–116.000 ▲ |
| 2005 | 615        | 87.530 ▼          |
| 2006 | 283        | 95.682            |
| 2007 | 260 ▼      | ?                 |
| 2009 | 420 ▲      | 98.506            |
| 2010 | 432 ▲      | 100.000 ▲         |
| 2011 | 327 ▼      | 100.412 ▲         |
| 2012 | ?          | ≈100.000 ▼        |
| 2013 | 400        | 116.038 ▲         |
| 2014 |            | 118.473 ▲         |
| 2015 | 365        | 110.772 ▼         |
| 2016 |            | 114.295 ▲         |
| 2023 |            | 57.938            |